# Šarlince (Doljevac)
Šarlince (em cirílico: Шарлинце) é uma vila da Sérvia localizada no município de Doljevac, pertencente ao distrito de Nišava. A sua população era de 860 habitantes segundo o censo de 2011.

## Demografia
| 1948 | 1953 | 1961 | 1971 | 1981 | 1991 | 2002 | 2011 |
| ---- | ---- | ---- | ---- | ---- | ---- | ---- | ---- |
| 895  | 953  | 1010 | 958  | 990  | 988  | 906  | 860  |